# Операција Зоненвенде
Операција Солстицијум (Зоненвенде) је била војна операција Вермахта против партизанских јединица Једанаестог корпуса НОВЈ у рејону Делнице - Локве (Горски котар). Вођена је од 10. до 13. јуна 1944. године.

## Позадина
Акција »Зоненвенде« била је један од потхвата њемачких јединица који су били усмјерени против дијелова 13. дивизије у Горском котару. Њен циљ био је да осигура леђа снагама које су чиниле обални обрамбени појас на сјеверном Јадрану. У нападу је судјеловао »алармни« пук »Брандербург«, ојачан мјешовитим полицијским снагама прикупљеним по Истри и Хрватском приморју. Те снаге имале су око 1.500 војника, а располагале су с 2 тенка и 24 камиона.
Непријатељ је кренуо из два полазна рејона: Сушак—Гробничко поље и Хрељин—Плаше—Злобин, да би се у тактичкој дубини (Локве) спојио у један правац. Од 13. дивизије у борби је ангажиран 2. приморско-горански НОП одред, а касније и 1. бригада.

## Ток операције
На дан напада (10. јуна) 2. приморско-горански одред био је оријентисан према сјеверном дијелу Хрватског приморја и распоређен тако да затвара правце који из Приморја изводе у Горски котар. Прва ударна бригада 13. дивизије затечена је у рејону Луковдол — Босиљево — Поникве. Већ првог дана јединице овог одреда водиле су окршаје с непријатељем који се рашчланио у три колоне. Прва борба водила се на Осоји и близу Локава, те код села Брдо и Бијелог Села, где су њемачке јединице и заустављене првог дана борбе. Међутим, истог дана и 1. бригада 13. дивизије упутила је своје батаљоне у правцу Делница, где је требало да ојачају и дијелом штите снаге 2. НОП одреда. Одлучну борбу за Делнице непријатељ је планирао 12. јуна када је према Делницама наступио с пет јаких колона. Користећи се маглом, непријатељеве јединице брзо су избиле у позадину бранилаца и приморале их да одступе. Тим маневром непријатељ је успјео да пасивизира снаге испред Локава и да изненади 1. бригаду испред Делница. Трећи батаљон 1. бригаде на цести Делнице — Локве, изненада је нападнут из шуме из правца Петеховца и одмах присиљен на повлачење према Црном Лугу. У току повлачења у шуми је наишао на колону непријатеља од које је разбијен и распршен, али није имао већих жртава. Повлачење тог батаљона довело је до повлачења одредског батаљона. Други батаљон 1. бригаде изненађен је с блиског одстојања на падинама Лучићког врха. Иако је држао топографски јаке положаје, био је приморан на повлачење, а будући да је једна непријатељева колона нагло избила на његово десно крило, он се повукао у правцу Петеховца и остао у позадини непријатеља. Око подне непријатељ је из више праваца ушао у Делнице. Преостала два батаљона 1. бригаде блокирала су излаз из Делница на запад, а мањим снагама и на сјевер у долину Купе.
Будући да непријатељу нису омогућили да запосједне доминантне положаје око Делница, већ је задржан у котлини, одлучено је да се ту и нападне. Други одред се повукао у правцу Црног Луга, али независно и невезано о 3. батаљону 1. бригаде. Послије подне 12. јуна стигао је и 2. батаљон 2. одреда из Приморја, али западно од Делница. Он је одмах упућен да заобиђе Делнице са сјевера и прикључи се свом одреду. Послије подне издата је заповјест за напад на Делнице. Напад је изводила 1. бригада. Њен 1. батаљон нападао је од правца Водењака на центар града. Четврти батаљон наступао је у захвату цесте од правца Брода на Купи, док је 2. батаљон дијелом снага наступао преко жељезничке станице према центру града, а другим дијелом је требало да заузме Лучићки врх и туче непријатеља на цести ако би се он нагло извлачио према Локвама. На 3. батаљон Штаб 13. дивизије није ни рачунао, јер је било јасно да се до ноћи не може скупити и средити за борбу. Други одред нападао је непријатеља с леђа. Његови мањи дијелови нападали су на посаду у Локвама, како би је везали за то насеље и спријечили је да интервенира према Делницама. Уколико би непријатељ напустио Локве и пошао према Делницама, те су га снаге морале стално пратити и нападати с леђа.
Напад је почео рано ујутро 13. јуна енергично и по плану. За непун сат непријатељ је у граду разбијен. Борци су били пуни полета и наступали су одлучно и с јуришним повицима. Непријатељ се у нереду повлачио из града. Међутим, када су ушле у град, јединице нису прешле у гоњење разбијеног непријатеља. Други батаљон још је водио борбу за к. 852 (јужно од Делница), коју су раније Италијани били добро утврдили. Јединице у граду нису се брзо средиле за продужетак акције и посједање положаја око града, што је непријатељ искористио, средио се и уз појачање од око 200 војника и 2 тенка прешао у противнапад. У редовима 1. бригаде настала је пометња и она се повукла изван Делница на раније полазне положаје, а непријатељ поновно ушао у град. За све то вријеме требало је да 2. батаљон 2. одреда напада са западне стране у леђа противника. Међутим, он је лутао по шуми, те је с те стране непријатељ и привукао резерве. Ударна чета 1. бригаде остала је у центру града, гдје се до 14 сати водила жестока борба и ту је успјела да се одржи. Тада је непријатељ извршио још један ватрени напад на положаје 1. бригаде, извукао на брзину своје мртве и рањене и одмах се повукао у правцу Локава. Јака зачељна осигурања онемогућила су ефикасно гоњење. Батаљон 2. одреда, који је био код Локава, вршио је притисак на непријатеља гонећи га преко Бијелог Села и Врата до Фужина.

## Исход
У четверодневним борбама непријатељ није остварио постављени циљ. Напротив, он је претрпио губитке од 80 мртвих и 110 рањених. Брзом интервенцијом 1. бригаде и 2. одреда осујећена му је намјера да пљачка становништво и да уништава објекте у заузетим насељима. Успјех 13. дивизије, војнички и политички, имао је великог одјека на даље токове њених борбених активности. Бригада и одред имали су 14 погинулих (који су уз почасти и уз учешће становништва Делница сахрањени) и 20 рањених бораца.